# Balkan Volleyball Association Cup 2024 (damer)
BVA Cup 2023 var 17:e upplagan av turneringen och spelades 10 till 12 september 2023 i Istanbul, Turkiet. I turneringen deltog fyra lag från BVA:s medlemsförbund. Galatasaray SK vann tävlingen för andra gången i rad. Katarina Lazović utsågs till mest värdefulla spelare..

## Regelverk
Tävlingen spelades i form av ett gruppspel där alla mötte varandra en gång.

### Metod för att bestämma tabellplacering
Om slutresultatet blev 3-0 eller 3-1 tilldelades 3 poäng till det vinnande laget och 0 till det förlorande laget, om slutresultatet blev 3-2 tilldelades 2 poäng till det vinnande laget och 1 till det förlorande laget.
Lagens position i respektive grupp bestämdes utifrån (i tur och ordning):
- Antal vunna matcher
- Poäng;
- Kvot vunna/förlorade set
- Kvot vunna/förlorade bollpoäng
- Inbördes möten.

## Deltagande lag
- ŽOK Igman Ilidža
- PAOK FC
- KV Drita
- Galatasaray SK

## Turneringen

### Resultat[3]
| 10 september 2024 Burhan Felek Spor Salonu, Istanbul Speltid: 0:52 - Åskådare: 135   | KV Drita       | 0 - 3 | PAOK FC          | 9-25, 10-25, 15-25  |
| 10 september 2024 Burhan Felek Spor Salonu, Istanbul Speltid: 0:55 - Åskådare: 680   | Galatasaray SK | 3 - 0 | ŽOK Igman Ilidža | 25-6, 25-7, 25-16   |
| 11 september 2024 Burhan Felek Spor Salonu, Istanbul Speltid: 0:58 - Åskådare: 150   | PAOK FC        | 3 - 0 | ŽOK Igman Ilidža | 25-12, 25-9, 25-19  |
| 11 september 2024 Burhan Felek Spor Salonu, Istanbul Speltid: 0:49 - Åskådare: 680   | KV Drita       | 0 - 3 | Galatasaray SK   | 8-25, 12-25, 7-25   |
| 12 september 2024 Burhan Felek Spor Salonu, Istanbul Speltid: 0:58 - Åskådare: 100   | KV Drita       | 0 - 3 | ŽOK Igman Ilidža | 17-25, 17-25, 13-25 |
| 12 september 2024 Burhan Felek Spor Salonu, Istanbul Speltid: 1:08 - Åskådare: 1 300 | Galatasaray SK | 3 - 0 | PAOK FC          | 25-17, 25-21, 25-20 |

### Sluttabell
| Pos. | Lag              | Pt | G | V | P | VS | FS | Kvot  | VP  | FP  | Kvot  |
| ---- | ---------------- | -- | - | - | - | -- | -- | ----- | --- | --- | ----- |
| 1.   | Galatasaray SK   | 9  | 3 | 3 | 0 | 9  | 0  | MAX   | 225 | 114 | 1,973 |
| 2.   | PAOK FC          | 6  | 3 | 2 | 1 | 6  | 3  | 2,000 | 208 | 149 | 1,396 |
| 3.   | ŽOK Igman Ilidža | 3  | 3 | 1 | 2 | 3  | 6  | 0,500 | 144 | 197 | 0,731 |
| 4.   | KV Drita         | 0  | 3 | 0 | 3 | 0  | 9  | 0,000 | 108 | 225 | 0,480 |

## Slutplaceringar
| Pos | Lag              | Turnering                   |
| --- | ---------------- | --------------------------- |
|     | Galatasaray SK   | CEV Challenge Cup 2024–2025 |
| 2   | PAOK FC          |                             |
| 3   | ŽOK Igman Ilidža |                             |
| 4   | KV Drita         |                             |

## Individuella utmärkelser
| Utmärkelse              | Namn             | Lag            |
| ----------------------- | ---------------- | -------------- |
| Mest värdefulla spelare | Katarina Lazović | Galatasaray SK |
| Bästa passare           | Britt Bongaerts  | Galatasaray SK |
| Bästa högerspiker       | Alexia Căruțașu  | Galatasaray SK |
| Bästa vänsterspiker     | İlkin Aydın      | Galatasaray SK |
| Bästa center            | Yasemin Güveli   | Galatasaray SK |
| Bästa libero            | Eylül Akarçeşme  | Galatasaray SK |
| Fair play-pris          | Elena Baka       | PAOK FC        |